# Sanchorreja
Sanchorreja es un municipio y localidad española de la provincia de Ávila, en la comunidad autónoma de Castilla y León. Está situado en la sierra de Ávila a unos 1310 m de altitud. En su término municipal se encuentra un importante yacimiento arqueológico, Los Castillejos, relacionado con los pueblos prerromanos de la península ibérica. Cuenta con una población de 79 habitantes (INE 2024).

## Símbolos
El escudo heráldico y la bandera que representan al municipio fueron aprobados oficialmente el 26 de agosto de 2002. El escudo se blasona de la siguiente manera:

En campo de sinople tres ovejas de plata bien ordenadas, el jefe encajado de oro y cargado de una mitra de Obispo de gules.
Boletín Oficial de Castilla y León nº 64 de 3 de abril de 2003

La descripción textual de la bandera es la siguiente:

Paño cuadrado de proporción 1:1, cortado encajado al centro, de color amarillo y verde, lleva sobrepuesto el Escudo Municipal al centro.
Boletín Oficial de Castilla y León nº 64 de 3 de abril de 2003

## Geografía
La localidad está situada a una altitud de 1310 m sobre el nivel del mar.
| Noroeste: Gallegos de Altamiros | Norte: Bularros | Noreste: Marlín               |
| Oeste: Narrillos del Rebollar   |                 | Este: Casasola y Martiherrero |
| Suroeste: La Torre              | Sur: Padiernos  | Sureste: Padiernos            |

## Historia
Hacia mediados del siglo XIX, el lugar tenía contabilizada una población de 323 habitantes. Aparece descrito en el decimotercer volumen del Diccionario geográfico-estadístico-histórico de España y sus posesiones de Ultramar de Pascual Madoz de la siguiente manera:

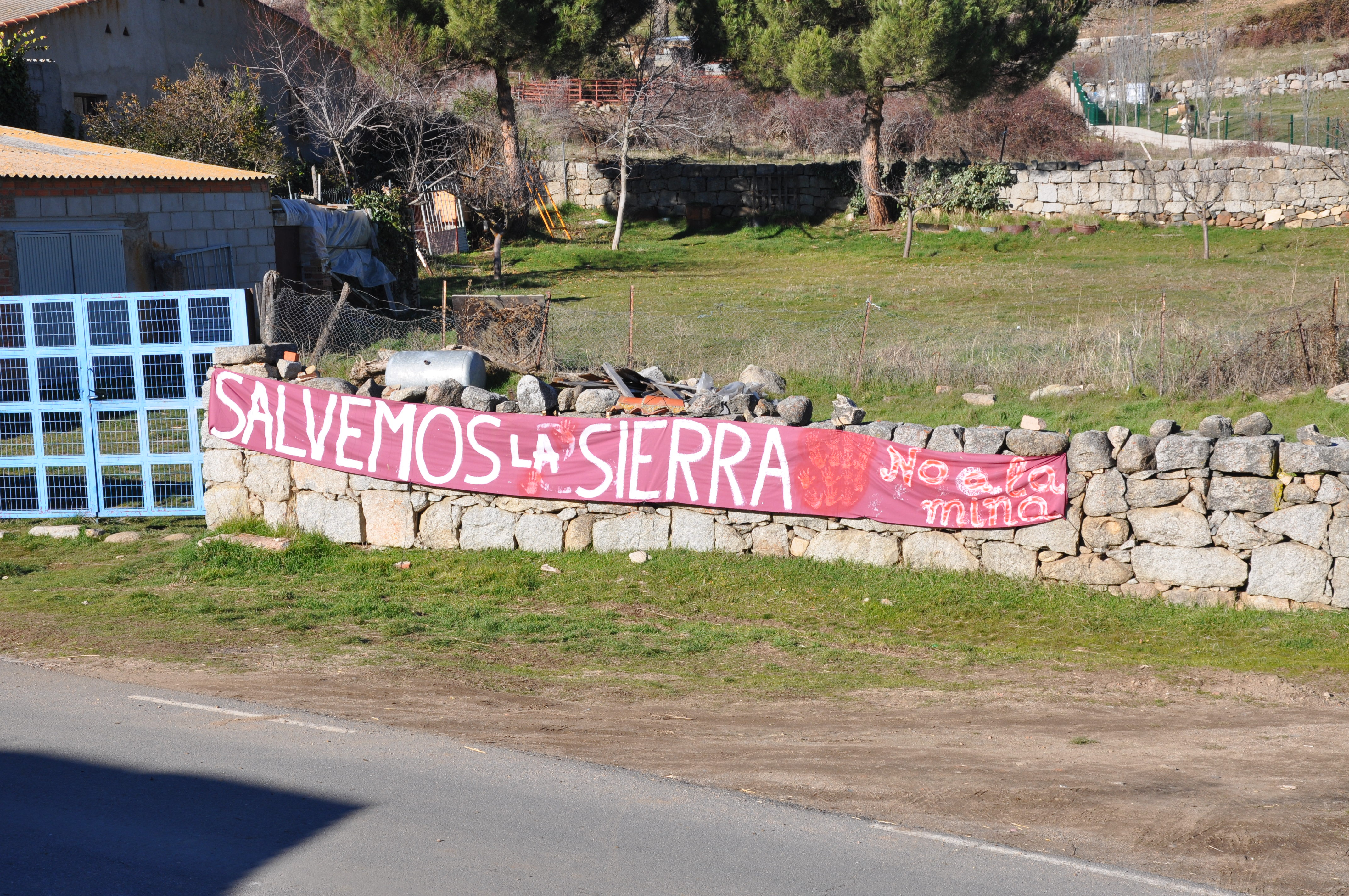
Cartel contra la mina de feldespatos en la sierra de Ávila

SANCHORREJA: l. con ayunt. de la prov., part. jud. y dióc. de Avila (3 1/4 leg.), aud. terr. de Madrid (18), c. g. de Castilla la Vieja (Valladolid 16). sit. entre las sierras tituladas de Gata, Peña de Francia, Vejar, Gredos, Puerto del Pico, Palomera y sierra de Avila; le combaten con mas frecuencia los vientos N. y O.; el clima es frio, y se padecen por lo comun calenturas pútridas. Tiene 80 casas inclusa la de ayunt., que á la par sirve de cárcel ; escuela de primeras letras comun á ambos sexos, dotada con 800 rs.; una fuente de das caños de buenas aguas, de las cuales se utilizan los vec para sus usos, y una igl parr. (San Martin obispo) aneja de la de Balbarda, cuyo párroco la sirve; el cementerio está en parage que no ofende la salud pública, y en las inmediaciones de la pobl. se encuentra un poco de arbolado. Confina el térm.: N. Martiherrero a 2 leg.; E. Gallegos de Altamiros á 1/4; S. el Oso á igual dist., y O. Padiernos: al S. comprende los desp. ó cas. de Alborrillos y el Cid, en los cuales habitan los guardas de sus respectivas dehesas; un monte bien poblado, propio del señor conde de Superunda, á quien pertenece el primer cas., y diferentes prados naturales; brotan en él muchas fuentes, y en el invierno le atraviesa un arroyuelo. El terreno es de inferior calidad. caminos: los que dirigen á los pueblos limítrofes, en pésimo estado. El correo se recibe en la cab. del part. por los mismos interesados. prod.: centeno y patatas; mantiene ganado lanar y vacuno, y cria caza de conejos, liebres y perdices. ind.: la agrícola y ganaderia. pobl.: 75 vec., 323 alm. cap. prod.: 974,223 rs. imp.: 38,969. ind.: 1,050. contr.: 4,876 rs. 20 mrs.
(Madoz, 1849, p. 730)

## Demografía
Sanchorreja cuenta con una población de 79 habitantes (INE 2024).
| Gráfica de evolución demográfica de Sanchorreja entre 1842 y 2021                                                     |
| |
| Población de derecho según los censos de población del INE. Población de hecho según los censos de población del INE. |

## Patrimonio
El Castro de los Castillejos es un yacimiento arqueológico del que se han reconstruido y restaurado algunas partes. Se encuentra bajo la protección de la Declaración genérica del Decreto de 22 de abril de 1949, y la Ley 16/1985 sobre el Patrimonio Histórico Español. En las primeras investigaciones participó el arqueólogo Juan Cabré. Se trata de un poblado amurallado en pendiente hacia el oeste, sobre una superficie de 350 x 180 m de lado aproximadamente. Tiene dos recintos complementarios defendidos por dos cañadas al norte y al sur, las zonas peor protegidas se refuerzan por medio de unas murallas de unos 2250 m de longitud.